# Афега
Афега — деревня, административный центр округа Туамасага, расположенная в центре северного побережья острова Уполу к западу от столицы Самоа — города Апиа.
В Афеге родились некоторые известные в Самоа спортсмены:
- Рита Фатиалофа — звезда новозеландского регби, старший тренер сборной Самоа
- Улиа Улиа — бывший член сборной по регби Ману Самоа
- Леу Ваетолу — трижды золотой медалист Южноокеанских игр
- Натан Филемони Фааваэ — национальный чемпион Новой Зеландии по маунтинбайку
- Саиаига Салеваласи Фоасилива Мотулоа Маулол Тоэваи — самая молодая регбистка самоанской женской сборной по регби 2005 года.